# 漂筏薹草
漂筏薹草（学名：Carex pseudo-curaica）是莎草科薹草属的植物。分布在朝鲜、日本、俄罗斯以及中国大陆的黑龙江、吉林、内蒙古等地，生长于海拔700米的地区，见于湖边、沼泽、水甸子浅水中以及河岸泛滥的水中，目前尚未由人工引种栽培。